# Amphilobocentrus bifasciatus
Amphilobocentrus bifasciatus är en insektsart som beskrevs av Chou och Yuan 1982. Amphilobocentrus bifasciatus ingår i släktet Amphilobocentrus och familjen hornstritar. Inga underarter finns listade i Catalogue of Life.